# American School of Warsaw
American School of Warsaw, Szkoła Ambasady Amerykańskiej – międzynarodowa instytucja oświatowa w Warszawie, realizująca amerykański program edukacyjny (klasy 1-12), uczestnicząca też w programie przygotowywania swoich uczniów do zdawania matury międzynarodowej (International Baccalaureate Diploma Program).

## Opis
Placówka została utworzona w 1953 roku przy Ambasadzie Stanów Zjednoczonych jako prywatna, niedochodowa instytucja oświatowa. Miała zapewnić edukację języka angielskiego w Warszawie dla dzieci wszystkich narodowości.  W okresie PRL była jednak niedostępna dla Polaków. Do 1989 szkoła składała się z przedszkola i 8-klasowej szkoły podstawowej. Od tegoż też roku zaczęto uruchamiać kolejne klasy szkoły średniej, która w pełni zaczęła funkcjonować od 1994. Szkołą zarządza 12-osobowa rada powiernicza, której przewodniczącego i wiceprzewodniczącego mianuje ambasador Stanów Zjednoczonych. W szkole uczy się około 1000 osób z ponad 50 krajów, w kilku zespołach oświatowych:
- szkoły podstawowej (wraz z przedszkolem) > Pre-Kindergarten/Kindergarten (wiek 3–6 lat), Elementary School, Klasy 1-5 (wiek 6–11 lat)
- gimnazjum > Middle School, Klasy 6-8 (wiek 12–14 lat)
- szkoły średniej[9] > High School, Klasy 9-12 (wiek 15–18 lat)

## Siedziba
Początkowo mieściła się przy ul. Pięknej 3 (1953−1972), następnie w obiekcie (3 887 m²) przy ul. Konstancińskiej 13 (1972−2001) oraz przy ul. Marco Polo 2 (1991), obecnie w nowo wybudowanym na powierzchni 25 akrów kampusie o powierzchni 21 600 m², położonym na południe od granic Warszawy, w Bielawie w gminie Konstancin-Jeziorna, przy ul. Warszawskiej 202 (od 2001). 
Szkoła dysponuje m.in. salą widowiskową na 365 miejsc, salą sportową, 25 m krytym basenem, i zespołem boisk, w tym z 400 m bieżnią.